# Relaciones Costa Rica-Lituania
Las relaciones entre Costa Rica y Lituania son las relaciones diplomáticas entre Costa Rica y Lituania. Las relaciones se establecieron oficialmente durante el período de entreguerras.
Después de que Lituania recuperara su independencia en el 17 de mayo de 1992 se restablecieron las relaciones. Costa Rica reconoció la independencia de Lituania el 21 de febrero de 1992. El primer embajador designado, José Miguel Umaña-Gil, residió en Noruega. A pesar de la historia relativamente larga de relaciones diplomáticas, los países nunca han establecido embajadas entre sí y Lituania nunca ha acreditado un embajada en Costa Rica.
Ambos países son miembros de las Naciones Unidas, la OCDE y otras organizaciones internacionales.
En Lituania al principio del 2022, vivían 12 ciudadanos costarricenses.

## Historia
El 5 de enero de 1923, Costa Rica reconoció la independencia del país. Durante la ocupación soviética, Costa Rica no reconoció la incorporación de jure de Lituania a la URSS.
En 1967, el representante de Costa Rica planteó la cuestión del estatus de los estados bálticos en las deliberaciones del comité de la ONU creado para definir el concepto de agresión , afirmando que la anexión de los estados bálticos debería percibirse como una violación del derecho internacional.

## Visitas de alto nivel
Visitas de alto nivel de Costa Rica a Lituania
- Ministro de Relaciones Exteriores (1997)[3]
- José María Figueres (2012)[4]

## Relaciones culturales
Se está desarrollando la cooperación cultural entre los 2 países. Desde 2014 por iniciativa de Ala Bendoraitienė, concertino y profesor de la Escuela de Artes MK Čiurlionis, se celebra un festival-concurso conjunto "Música del siglo". La cooperación entre la Escuela de Artes MK Čiurlionis y el Instituto de Altas Artes de Costa Rica ya se realizó anteriormente.

## Comercio
Según datos de 2020, el volumen de negocios comercial entre Lituania y Costa Rica ascendió a 6,44 millones de euros. 
La balanza comercial está dominada por las importaciones de Costa Rica a Lituania.
- Las exportaciones ascienden a 1,17 millones euros.
- Las importaciones ascienden a 5,27 millones euros.

## Misiones diplomáticas residentes
- Costa Rica está acreditada a Lituania por su embajada en Oslo, Noruega.
- Lituania no tiene acreditación para Costa Rica, más allá que una oficina consular en San José.